# Horst Ehrmantraut
Horst Ehrmantraut (* 11. Dezember 1955 in Einöd) ist ein ehemaliger deutscher Fußballspieler und -trainer. Als Spieler kam er auf 81 Einsätze in der 1. Bundesliga (ein Tor) und 172 Einsätze (18 Tore) in der 2. Bundesliga. Für den FC 08 Homburg bestritt er insgesamt 201 Spiele, in denen er 16 Tore erzielte. Als Trainer führte er Eintracht Frankfurt und den 1. FC Saarbrücken zu Aufstiegen in die jeweils nächsthöhere Liga.

## Karriere als Spieler
Ehrmantraut begann mit dem Fußballspielen bei der SpVgg. Einöd-Ingweiler. Im Sommer 1975 wechselte der 19-jährige Abwehrspieler zum Zweitligisten F.C. Homburg-Saar, nachdem er zwei Jahre zuvor noch Angebote, seinen Stammverein zu verlassen, ausgeschlagen hatte. Am 9. August 1975 (1. Spieltag) gab Ehrmantraut im Spiel gegen die SpVgg Bayreuth sein Profidebüt, als er beim 1:1-Unentschieden in der 75. Minute für Giovanni Nicastro eingewechselt wurde. Unter Trainer Uwe Klimaschefski wurde er auch als Mittelfeldspieler eingesetzt und entwickelte sich zum Stammspieler. In vier Zweitligajahren lief Ehrmantraut 131 Mal für die Homburger auf und erzielte dabei 13 Treffer. 1979 wechselte er zum Erstligisten Eintracht Frankfurt. Dort wurde er von Trainer Friedel Rausch anfangs nur sporadisch eingesetzt und gab am 17. November 1979 (13. Spieltag) bei der 0:1-Niederlage beim VfL Bochum sein Debüt in der 1. Bundesliga. Nach nur einem Einsatz in der Hinrunde folgten zwölf weitere Spiele in der Rückrunde. Am Gewinn des UEFA-Pokals in derselben Saison war Ehrmantraut mit vier Einsätzen, darunter in beiden Finalspielen, beteiligt.
Nach nur einem Jahr in Frankfurt holte Uwe Klimaschefski seinen ehemaligen Schützling zum Erstligaabsteiger Hertha BSC. In seiner ersten Saison bei den Berlinern schoss Ehrmantraut zehn Tore, so viele erzielte er nie zuvor und auch nicht wieder in seiner Profikarriere. Nach dem Bundesligaaufstieg 1982 folgte der direkte Wiederabstieg. In fünf Jahren bei der alten Dame kam Ehrmantraut auf 140 Zweitligaeinsätze mit 15 Toren sowie 30 Bundesligaspiele und einen Treffer. Später bezeichnete er Berlin als seine schönste Spielerstation. 1985 ging er zurück zum FC 08 Homburg, mit dem er im darauffolgenden Jahr den erstmaligen Aufstieg in das Oberhaus erreichte. Bei den Grün-Weißen war er wie auch in Berlin Stammspieler, kam in der Bundesliga verletzungsbedingt jedoch nur auf 38 Einsätze in zwei Jahren. Nach insgesamt 70 Spielen und drei Toren kam Ehrmantraut am 30. April 1988 (30. Spieltag) bei der 1:5-Niederlage bei Hannover 96 zu seinem letzten Profieinsatz; in der 34. Minute wurde er gegen Luciano Martins ausgewechselt.

## Karriere als Trainer
Von März 1990 an bis zu seiner Entlassung im Mai 1991 war Ehrmantraut Cheftrainer beim Zweitligisten Blau-Weiß 90 Berlin; seit 1989 war er bei dem Verein bereits als Amateur- und Cotrainer beschäftigt. Am 1. Juli 1991 übernahm der Saarländer das Traineramt beim SV Meppen. In den folgenden Spielzeiten führte er den Verein in die Spitzengruppe der 2. Bundesliga. Daraufhin wollte der nach Jahren in der drittklassigen Oberliga und einer kurzen Stippvisite mit direktem Wiederabstieg in der 2. Bundesliga wieder aufstrebende Klub Tennis Borussia Berlin den weiterhin mit Berlin verbundenen Ehrmantraut – seine Frau war seinerzeit als Schauspielerin in Berlin tätig, das Ehepaar besaß vor Ort eine gemeinsame Wohnung – ab Sommer 1995 unter Vertrag nehmen, kurz nachdem der vermeintliche Wechsel bekannt wurde, sagte er trotz bereits ausgehandelten Vertrages und angeblicher Absprachen für die Kaderentwicklung zur folgenden Spielzeit im März des Jahres dem vormaligen Bundesligisten ab. Mitte April 1996 endete Ehrmantrauts Engagement in Meppen, kurz vor Weihnachten 1996 heuerte er als Nachfolger des entlassenen Dragoslav Stepanović bei seinem ehemaligen Verein Eintracht Frankfurt an. 1998 erreichte er mit den Frankfurtern nach zwei Jahren Abstinenz den Aufstieg in die 1. Bundesliga. Nach dem 16. Spieltag der folgenden Saison wurde Ehrmantraut im Dezember 1998, mit der Mannschaft auf Rang 15 liegend, entlassen. Zwischen Februar 2000 und April 2001 trainierte Ehrmantraut den Zweitligisten Hannover 96. Zur Saison 2002/03 wurde er Trainer des Regionalligisten 1. FC Saarbrücken, im November 2003 folgte die Entlassung. Im April 2004 wurde Neutrainer Eugen Hach nach nicht einmal einem halben Jahr in Saarbrücken entlassen, Ehrmantraut übernahm erneut das Traineramt. Am Ende der Saison gelang der Mannschaft nach zwei Trainerwechseln der Aufstieg in die 2. Bundesliga. Im August 2005 wurde er erneut beim 1. FC Saarbrücken entlassen.
Anlässlich des 50-jährigen Jubiläums der Bundesliga wurde Ehrmantraut 2013 in eine „Saarland-Jubiläums-Elf“ gewählt. Zur Wahl, die von dem Ellenfeld e. V. und dem Saarpark-Center organisiert worden war, standen alle Saarländer, die seit 1963 in der Bundesliga gespielt hatten.

### Der Plastikstuhl
Als Trainer bei Eintracht Frankfurt saß Ehrmantraut während der Spiele die meiste Zeit auf einem weißen Plastikstuhl, einem einfachen Monobloc-Modell, wie es in jedem Baumarkt zu bekommen ist, am Spielfeldrand. Die Boulevardpresse schrieb, der Trainer könne von dort aus seine „Spieler besser fixieren und aus exponierter Position Energiefelder und negative Auren erspüren“. Jahre später sagte Ehrmantraut jedoch in einem Interview, diese Deutung sei falsch. Der Stuhl habe ihm lediglich geholfen, sich „voll“ zu konzentrieren. Auf der Auswechselbank sei es dafür zu unruhig gewesen.
Der Stuhl hatte bereits zu dieser Zeit Kultstatus erreicht. Er wurde nach Ehrmantrauts Entlassung nicht entsorgt, sondern in einer Abstellkammer sorgsam aufbewahrt. Inzwischen hat er einen Ehrenplatz bekommen. Er steht unter der Glashaube einer Vitrine des Eintracht Frankfurt Museums im Deutsche Bank Park, dem früheren Waldstadion.